# Mieczysław Maciejewski
Mieczysław Maciejewski (zm. 28 marca 2022) – polski chemik, dr hab. inż.

## Życiorys
Obronił pracę doktorską, następnie uzyskał stopień doktora habilitowanego. Został zatrudniony w Instytucie Chemii Przemysłowej im. prof. Ignacego Mościckiego.
Zmarł 28 marca 2022.